# Trifko Grabež
Trifun Grabež, noto come Trifko Grabež (in serbo Трифко Грабеж?; Pale, 28 giugno 1895 – Theresienstadt, 21 ottobre 1916), è stato un rivoluzionario serbo, noto per essere stato uno dei cospiratori nell'assassinio del principe Francesco Ferdinando d'Asburgo-Este il 28 giugno 1914, dando origine alla cosiddetta crisi di luglio e poi alla prima guerra mondiale.

## Biografia

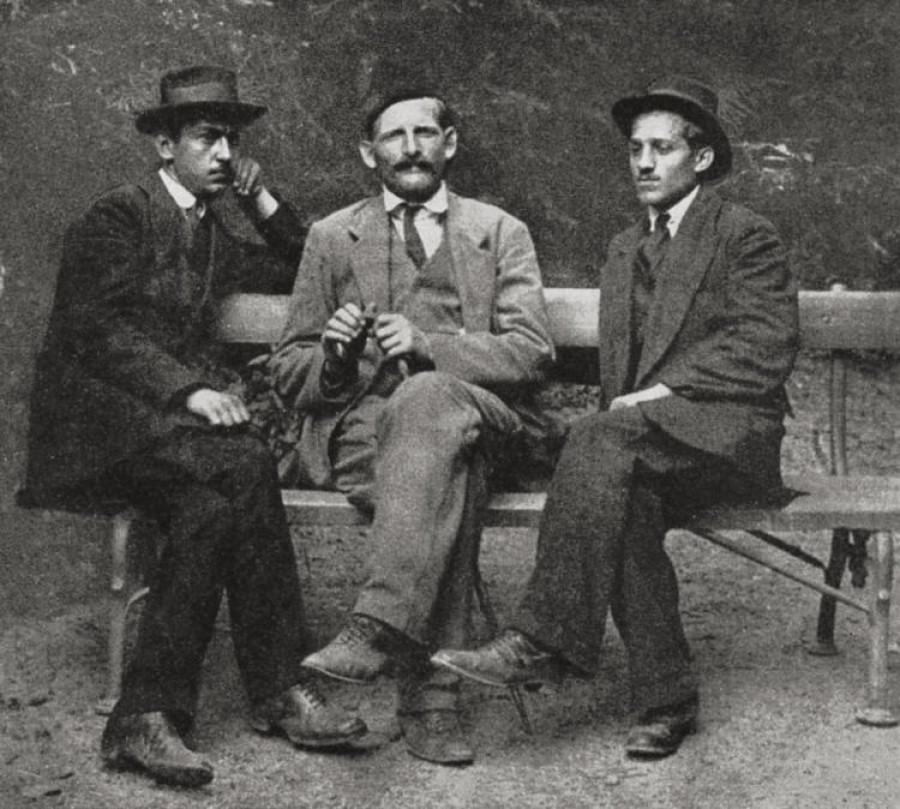
Grabež, Ciganović e Princip al parco Kalemegdan, maggio 1914.

### I primi anni
Grabež nacque nel 1895 a Pale, una piccola cittadina nella Bosnia orientale, all'epoca parte dell'impero austro-ungarico; suo padre Đorđe era un prete ortodosso serbo. Frequentò le scuole superiori a Sarajevo e a Tuzla; all'età di 17 anni fu espulso dalla scuola per aver colpito un insegnante e condannato a 14 giorni di carcere per attività contraria al regime.
Grabež quindi lasciò la casa paterna e si trasferì a Belgrado, nel Regno di Serbia, dove completò gli studi superiori ed entrò a far parte della società segreta Crna ruka ("Mano nera"). Nei due anni successivi intensificò i contatti con altri nazionalisti il cui obiettivo era l'unione della Serbia con la Bosnia ed Erzegovina. I primi contatti con l'organizzazione nazionalista serba Mlada Bosna ("Giovane Bosnia") risalivano al periodo in cui era studente a Tuzla.

### La Mano Nera
Quando fu annunciato che l'arciduca Francesco Ferdinando, erede al trono dell'impero austro-ungarico, avrebbe visitato Sarajevo nel giugno 1914, il colonnello Dragutin Dimitrijević, capo dell'intelligence dell'esercito serbo e leader della setta Mano Nera, dette incarico di assassinarlo a sette uomini: Grabež, Nedeljko Čabrinović, Vaso Čubrilović, Cvjetko Popović, Danilo Ilić, Muhamed Mehmedbašić e Gavrilo Princip. Ciascun membro del gruppo di cospiratori aveva ricevuto un'arma, una pistola o una bomba a mano, e una capsula di cianuro; Dimitrijević infatti aveva dato istruzione ai sicari di suicidarsi dopo l'assassinio per evitare che si potesse rintracciare il mandante dell'attentato.
Grabež, Čabrinović, e Princip soffrivano tutti di tubercolosi e sapevano di avere poco da vivere ancora; quanto agli altri componenti della banda, tutti odiavano profondamente l'erede al trono imperiale; quindi tutti i cospiratori avevano una forte motivazione per rischiare la vita per perseguire l'ideale di indipendenza della Bosnia ed Erzegovina dall'Austria-Ungheria.
Il primo ministro serbo, Nikola Pašić, venne a sapere dei preparativi dell'attentato e dette ordine di arrestare Grabež, Princip e Čabrinović quando questi provarono a lasciare il Paese. Tuttavia i suoi ordini non furono eseguiti e i tre riuscirono a raggiungere la Bosnia ed Erzegovina, dove raggiunsero gli altri attentatori, Vaso e Veljko Čubrilović, Muhamed Mehmedbašić, Danilo Ilić e Cvijetko Popović.

### L'attentato di Sarajevo

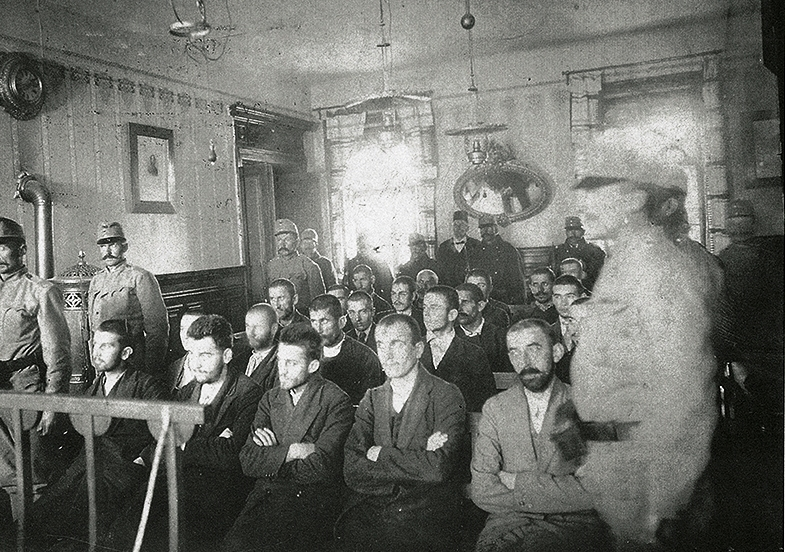
Una foto del processo agli attentatori dell'arciduca: seduti nella fila di fronte si riconoscono da sinistra Trifko Grabež, Nedeljko Čabrinović, Gavrilo Princip, Danilo Ilić e Miško Jovanović.

Il 28 giugno 1914 l'arciduca Francesco Ferdinando e sua moglie la duchessa Sophie Chotek von Chotkowa arrivarono a Sarajevo per prendere parte ad un corteo che avrebbe attraversato le strade principali della città e si sarebbe diretto verso il municipio. Già dalle 9:00 i sette cospiratori avevano preso posizione sul lungofiume Appel sul fiume Miljacka, tra i ponti Ćumurija, Latino e dell'Imperatore, disposti a coppie lungo il percorso, e avrebbero dovuto uccidere l'arciduca nel momento in cui la sua macchina sarebbe passata di fronte a una delle postazioni.
Il piano degli attentatori cominciò male, quando verso le 10:10 Vaso Čabrinović lanciò una bomba a mano contro l'auto dell'arciduca ma, rimbalzando sulla capote, andò ad esplodere nei pressi di un'altra vettura del convoglio, ferendo tra 16 e 20 persone. Čabrinović tentò il suicidio inghiottendo la pillola di cianuro, ma questa indusse solo vomito e l'attentatore poté essere catturato; tutti gli attentatori si dispersero per le vie della città ad eccezione di Princip e Grabež.
Il corteo imperiale raggiunse in fretta il municipio dove venne deciso di modificare il programma della giornata e visitare i feriti del mancato attentato presso l'ospedale. Il corteo si rimise in moto verso le 10:45 ma subito dopo, per un disguido nelle informazioni date all'autista dell'auto di Francesco Ferdinando, questi dovette frenare nei pressi del ponte Latino per imboccare la strada corretta, esattamente dove Gavrilo Princip si trovava in quel momento. Princip saltò sul predellino dell'auto ed esplose due colpi di pistola che uccisero l'arciduca Francesco Ferdinando e sua moglie.
Subito dopo l'assassinio, Princip cercò di suicidarsi con un colpo di pistola alla testa ma l'arma gli fu strappata dalla mano prima che potesse esplodere il colpo. Fu quindi arrestato ed interrogato insieme a Čabrinović. Ilić venne invece catturato ad un controllo di routine qualche ora dopo. Messo alle strette, quest'ultimo confessò il proprio ruolo nell'organizzazione dell'attentato e fece i nomi degli altri cospiratori che furono tutti arrestati tranne Mehmedbašić che si era dato alla fuga ed era riuscito a riparare in Serbia, sfuggendo alle ricerche della polizia.
Tutti gli arrestati furono trattenuti nella prigione militare di Sarajevo, dove tra il 12 e il 23 ottobre si tenne il processo. Tutti gli imputati furono accusati di tradimento e omicidio dell'arciduca Francesco Ferdinando e di sua moglie e giudicati colpevoli. Secondo la legislazione austro-ungherese, la pena capitale non poteva essere comminata ai minori di 20 anni; per tale ragione Nedeljko Čabrinović, Gavrilo Princip e Trifko Grabež furono condannati a 20 anni di reclusione, la massima pena per la loro età; Vaso Čubrilović fu condannato a 16 e Cvjetko Popović a 13 anni di reclusione. Ilić, Veljko Čubrilovic e Miško Jovanović furono condannati a morte per il loro coinvolgimento nell'attentato e furono impiccati nella caserma di Sarajevo il 3 febbraio 1915. 
Grabež fu imprigionato nel carcere di Theresienstadt (oggi Terezín, in Repubblica Ceca), dove morì di tubercolosi il 21 ottobre 1916, all'età di 21 anni.